# Болотин, Сергей Васильевич
Серге́й Васи́льевич Боло́тин (27 октября 1912, Киев ― 9 сентября 1994, Санкт-Петербург) ― российский советский трубач, композитор, музыковед и музыкальный педагог. Солист оркестров Кировского и Большого театров, а также симфонического оркестра Московской филармонии; автор уникального в российском музыковедении сочинения: «Биографического словаря музыкантов ― исполнителей на духовых инструментах».

## Биография
Сергей Болотин начал заниматься в 1924 году в полковой музыкальной команде. С 1929 до 1931 года он играл в военном духовом оркестре, одновременно учась в Московском музыкальном техникуме им. братьев Рубинштейн Михаила Адамова. В 1931—34 годах он продолжил обучение в Московской консерватории, где он сначала также занимался у Адамова, а затем после его ухода из консерватории в 1932 году у Сергея Ерёмина. Одновременно с учёбой в консерватории в 1931—33 годах Болотин работал солистом оркестра Большого театра. С 1933 по 1936 год он был солистом симфонического оркестра Московской филармонии.
В 1936 году Сергей Болотин переехал в Ленинград, где до 1960 года работал солистом оркестра Ленинградского государственного академического театра оперы и балета имени С. М. Кирова. Периодически он выступал также в составе симфонического оркестра Ленинградской филармонии в качестве приглашённого музыканта. В 1954 году Болотин, так и не завершивший в Москве своё высшее образование, окончил Ленинградскую консерваторию по классу Михаила Ветрова.
С 1961 года Сергей Болотин, прекратив работу в Кировском театре, посвятил себя педагогической деятельности и стал старшим преподавателем Ленинградской музыкальной школы-интерната № 38. Также к этому периоду относится большинство его композиторских работ. Многие его сочинения создавались в качестве учебного и концертного репертуара для молодых музыкантов. Помимо более 150 музыкальных произведений, Болотин является автором методической работы для педагогов музыкальных школ «Методика преподавания игры на трубе».
Одной из важнейших работ Сергея Болотина является его «Энциклопедический биографический словарь музыкантов-исполнителей на духовых инструментах». Этот словарь стал справочником, не имеющим аналогов в музыковедческой литературе. Первое издание этой книги было издано в 1969 году. Над вторым изданием Болотин работал до конца своей жизни. Однако оно вышло из печати уже после смерти музыканта в 1994 году.

## Награды
- Дипломант Всесоюзного конкурса музыкантов ― исполнителей на духовых инструментах (1941)
- Почётный член Международной гильдии трубачей (1983)

## Сочинения

### Музыкальные произведения
Более 150 сочинений, в том числе:
- Концерт для трубы с оркестром
- Романтический этюд для трубы и фортепиано
- «Тарас Бульба» ― фантазия для трубы и фортепиано
- Элегия для трубы и фортепиано

### Книги
- Методика преподавания игры на трубе (1980)
- Биографический словарь музыкантов ― исполнителей на духовых инструментах (1969 — 1-е изд.; 1995 — 2-е изд.)